# Inti-Illimani (R)
Inti-Illimani Nuevo es el apelativo que estableció temporalmente un árbitro externo a una de las facciones del conjunto Inti-Illimani integrado por Jorge Coulón, Marcelo Coulón, Efrén Viera, Daniel Cantillana, Cristián González, Camilo Lema y César Jara. para distinguirlo del conjunto Inti-Illimani Histórico surgido a fines de 2004, mientras se resuelve judicialmente la denominación definitiva que deberán asumir ambas facciones. Sin embargo, esta agrupación no reconoce ni utiliza el apelativo "Nuevo" en sus discos, conciertos y giras, puesto que en su opinión representan la continuidad del grupo original.
Se presentan como Inti-Illimani (R), en alusión a «marca registrada» o «resistencia», según la opinión de Jorge Coulón.

## Integrantes
- Jorge Coulón, voz, guitarra, tiple y Ronroco (1967 - •)
- Marcelo Coulón, voz, cuatro, guitarrón, quena y guitarra (1978 - •)
- Efren "sabroso" Viera, percusión, congas, cajón, clarinete, saxofón soprano y voz (1995 - •)
- Daniel Cantillana, voz, mandolina y violín (1998 - •)
- Christian "Buho" González, voz, flauta y saxofón tenor (2001 - •)
- César Jara, voz, guitarra, tiple, charango y cuatro (2005 - •)
- Camilo Lema, contrabajo
- David Azán, guitarra, cuatro, tiple, percusión y voz (2023 - •)

### Exintegrantes
- Juan Flores, voz, charango, cajón peruano, quena y zampoña (2002 - 2019)
- Manuel Meriño, Ex-director musical, voz, guitarra, tiple (2001- 2022)

## Discografía
Para la discografía completa de la banda antes de su división con Inti-Illimani Histórico, véase la discografía de Inti-Illimani. A continuación se listan los trabajos publicados por Inti-Illimani Nuevo:
- 2006 - Pequeño mundo
- 2010 - Meridiano (con Francesca Gagnon)
- 2012 - La Máquina del Tiempo Inti-Illimani y amigos
- 2014 - Teoría de cuerdas
- 2017 - El canto de todos
- 2023 - Agua con Giulio Wilson